# Вендроньо
Вендроньо (італ. Vendrogno) — колишній муніципалітет в Італії, у регіоні Ломбардія, провінція Лекко. З 1 січня 2020 року є частиною Беллано.
Вендроньо розташоване на відстані близько 530 км на північний захід від Рима, 65 км на північ від Мілана, 21 км на північ від Лекко.
Населення — 320 осіб (2014).
Щорічний фестиваль відбувається 10 серпня. Покровитель — святий мученик Лаврентій.

## Демографія
Населення за роками:

Станом на 31 грудня 2014 року в муніципалітеті офіційно проживало 18 іноземців з 7 країн, серед них 11 громадян країн Євросоюзу.

## Сусідні муніципалітети
- Беллано
- Казарго
- Дервіо
- Парласко
- Тачено
- Тременіко